# Ficus costata
Ficus costata är en mullbärsväxtart som beskrevs av William Aiton. Ficus costata ingår i släktet fikonsläktet, och familjen mullbärsväxter. Inga underarter finns listade i Catalogue of Life.